# 机构审查委员会
机构审查委员会（英文：institutional review board，IRB），也称为独立伦理委员会、伦理审查委员会或研究伦理委员会，其工作為負責批准（或拒绝）、监测和审查涉及人类的生物医学和行为研究。該委員會通過對研究課題進行风险-收益分析，以确定課題是否应该进行研究。
该委员会的目的是要保护研究对象参的权利和福利。许多发展中国家与发达国家，也设立了国家、区域或地方机构审查委员会。